# Itjtawy

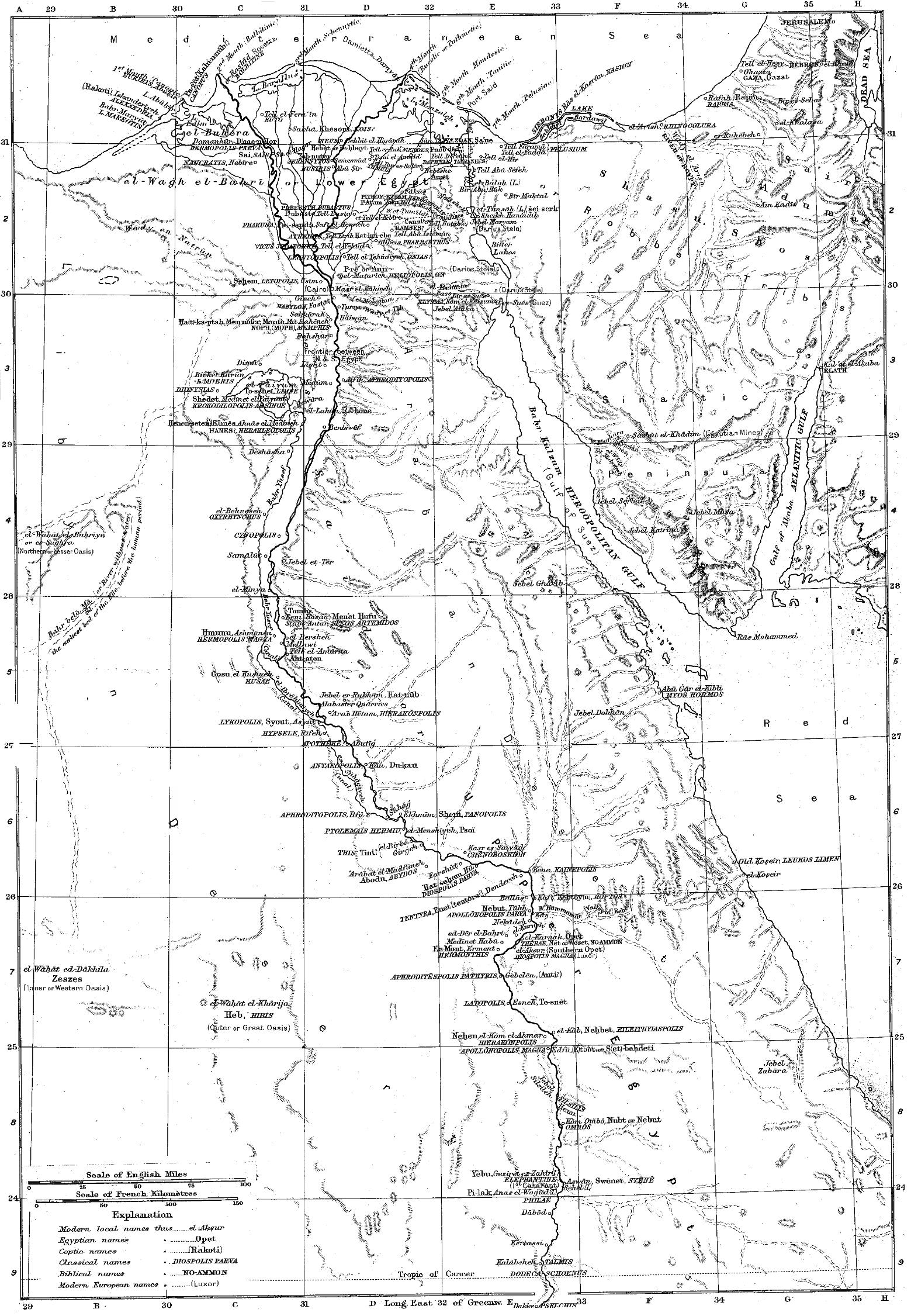
Lisht, op de grens tussen noord en zuid

Itjtawy of voluit Amenemhat-Itj-Tawy (Amenemhat veroveraar van de Twee Landen) was de hoofdstad van het Oude Egypte ten tijde van farao Amenemhat I, stichter van de 12e dynastie van Egypte (1991-1802 v.Chr.). Tot heden is de stad niet teruggevonden. De begraafplaatsen en het piramideveld zijn opgegraven en liggen op het grondgebied El-Lisht.
De Hyksos, die Egypte veroverden in de 18de eeuw v.Chr. verplaatsten hun hoofdstad naar Avaris.